# Wojciech Jankowski
Wojciech Jankowski, född den 1 april 1963 i Płock i Polen, är en polsk roddare.
Han tog OS-brons i fyra med styrman i samband med de olympiska roddtävlingarna 1992 i Barcelona.